# Вільянуа
Вільянуа (ісп. Villanúa) — муніципалітет в Іспанії, у складі автономної спільноти Арагон, у провінції Уеска. Населення — 524 осіб (2021).
Муніципалітет розташований на відстані близько 360 км на північний схід від Мадрида, 60 км на північ від Уески.

## Демографія
Динаміка населення (INE ):